# ساطع الحصري (لاعب شطرنج)
ساطع الحصري (من مواليد 25 أغسطس 1968)، هو أستاذ دولي سوري في الشطرنج (2002)، وحاصل على الميدالية الذهبية الفردية في أولمبياد الشطرنج (1990).

## سيرته
كان الحصري ولا يزال أحد أبرز لاعبي الشطرنج السوريين من التسعينيات حتى عام 2020. في عام 2002، في الدوحة، حصل مع نادي الشطرنج السوري المحافظة على المركز الثالث في بطولة الأندية العربية للشطرنج. في عام 2010، في بودابست، حصل على المركز الثالث في بطولة السبت الأولى للشطرنج الدولية. فاز ببطولة ساوث ستيشن للشطرنج في الولايات المتحدة الأمريكية، وفاز أيضًا ببطولة مونيس للشطرنج السريع في ألمانيا، وحصل على المركز الثاني في حدث جوتزيس للشطرنج في النمسا، وفاز بالعديد من البطولات السريعة حول العالم.
لعب الحصري لصالح سوريا في أولمبياد الشطرنج:
- في عام 1990، في دورة الألعاب الأولمبية التاسعة والعشرين للشطرنج في نوفي ساد فاز بالميدالية الذهبية الفردية متفوقًا على 110 لاعبين من 110 دولة.

(+5، =2، -0) على اللوحة 5.
يُعرف الحصري بأنه رحالة عالمي، ومدرب شطرنج نشط. وقد ألقى محاضرات وقدّم عروضًا متزامنة أمام الجمهور في دول مختلفة، منها الولايات المتحدة الأمريكية، وألمانيا، والمجر، وغيرها.

## روابط خارجية
- Satea Husari على موقع الاتحاد الدولي للشطرنج (الإنجليزية)
- Satea Husari على موقع مباريات الشطرنج (الإنجليزية)
- Satea Husari على موقع 365Chess.com (الإنجليزية)
- Satea Husari على موقع Chesstempo.com (الإنجليزية)
- Satea Husari سجل أولمبياد الشطرنج على موقع OlimpBase.org (الإنجليزية)